# Palirisa taipeishanis
Palirisa taipeishanis är en fjärilsart som beskrevs av Clayton Dissinger Mell 1937. Palirisa taipeishanis ingår i släktet Palirisa och familjen Eupterotidae. Inga underarter finns listade i Catalogue of Life.